# Claire Weinstein
Claire Weinstein (White Plains (New York), 1 maart 2007) is een Amerikaanse zwemster.

## Carrière
Bij haar internationale debuut, op de wereldkampioenschappen zwemmen 2022 in Boedapest, werd Weinstein uitgeschakeld in de halve finales van de 200 meter vrije slag. Op de 4×200 meter vrije slag veroverde ze samen met Leah Smith, Katie Ledecky en Bella Sims de wereldtitel.

## Internationale toernooien
| Jaar | Olympische Spelen | WK langebaan                            | WK kortebaan   | PanPacs | Pan-Amerikaanse Spelen |
| ---- | ----------------- | --------------------------------------- | -------------- | ------- | ---------------------- |
| 2022 |                   | 10e 200m vrije slag · 4×200m vrije slag | 13-18 december |         |                        |

## Persoonlijke records
Bijgewerkt tot en met 22 juni 2022
Langebaan
| Afstand          | Tijd     | Datum         | Plaats     |
| ---------------- | -------- | ------------- | ---------- |
| 200m vrije slag  | 01.56,71 | 22 juni 2022  | Boedapest  |
| 400m vrije slag  | 04.09,06 | 26 april 2022 | Greensboro |
| 800m vrije slag  | 08.29,34 | 26 april 2022 | Greensboro |
| 1500m vrije slag | 16.22,78 | 30 april 2022 | Greensboro |